# Jumelage franco-belge
 (octobre 2017).

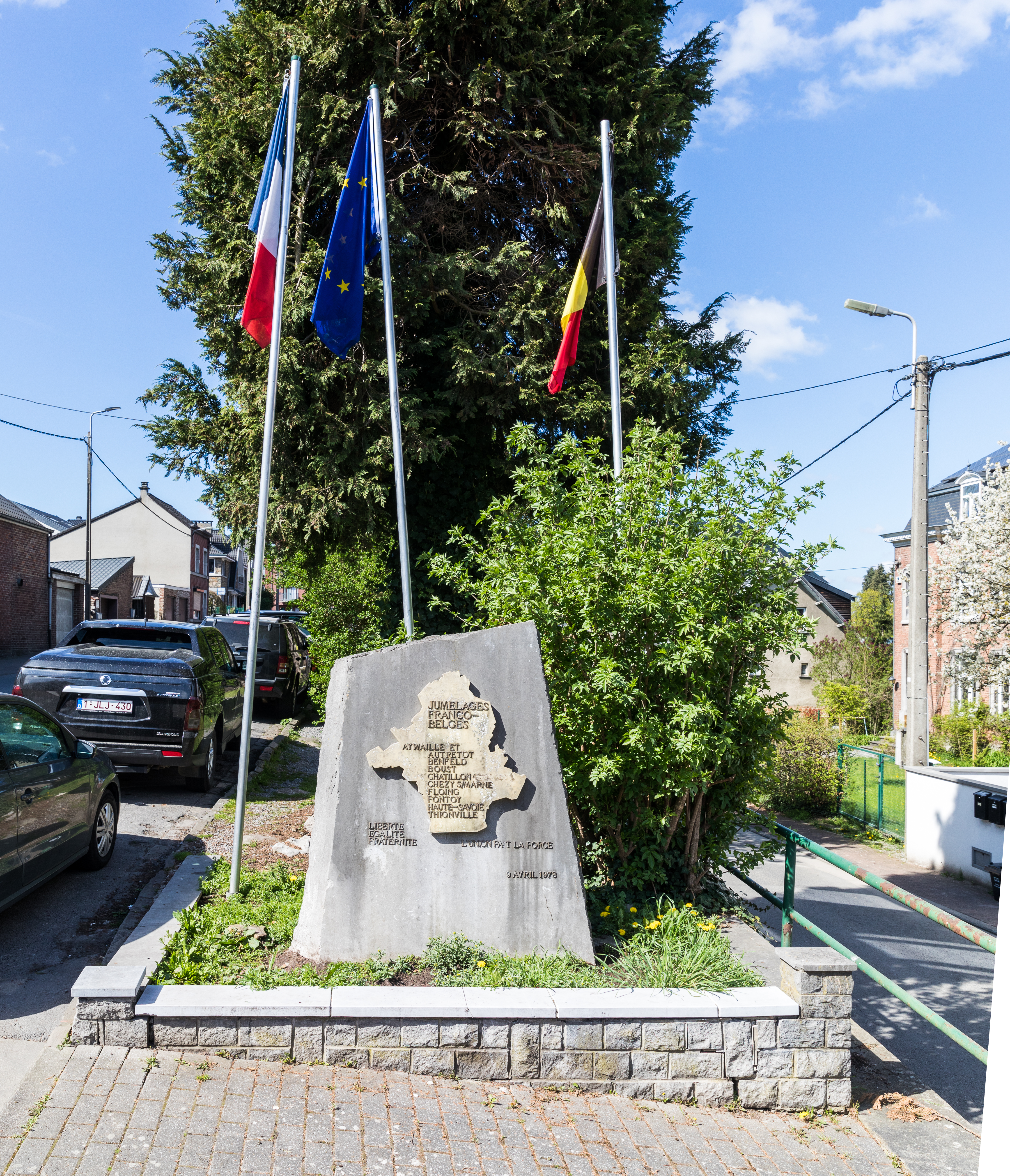
Pierre mémorielle Jumelage franco-belges Aywaille

Cet article fournit la liste des jumelages entre des communes ou des régions françaises et belges. D’abord dans le sens Belgique → France, puis dans le sens inverse.

## Belgique

### Province de Hainaut
- Mouscron avec Tourcoing, depuis 1996[1][2]

## France

### Hauts-de-France
- Tourcoing avec Mouscron, depuis 1996[1],[2]

### Corse
Pas de jumelage